# Епархия Роли
Епархия Роли (лат. Dioecesis Raleighiensis) — епархия Римско-Католической церкви с центром в городе Роли, США. Епархия Роли входит в архиепархию Атланты. Кафедральным собором епархии Роли является Собор Святейшего Сердца Иисуса в городе Роли.

## История
3 марта 1868 года Святой Престол учредил апостольский викариат Каролины, выделив его из епархии Чарлстона.
8 июня 1910 года на территории епархии Роли было образовано Территориальное аббатство Бельмонта-Марии Защитницы христиан.
12 декабря 1924 года Римский папа Пий XI издал буллу Omnium Ecclesiarum, которой преобразовал Апостольский викариат Каролины в епархию Роли.
10 февраля 1962 года епархия Роли присоединилась к митрополии Атланты. 12 ноября 1971 года епархия Роли уступила часть своей территории новой епархии Шарлотта.
В 1977 году Территориальное аббатство Бельмонта-Марии Защитницы христиан было упразднено и его территория была передана епархии Шарлотта.

## Ординарии епархии
- епископ Джеймс Гиббонс (03.03.1868 — 20.05.1877) как апостольский викарий Каролины, назначен архиепископом Балтимора
- епископ Генри Нортроп[англ.] (16.09.1881 — 04.02.1888) — назначен епископом Чарлстона
- епископ Лео Хайд[англ.] (04.02.1888 — 24.07.1924) — одновременно территориальный аббат аббатства Бельмонт[англ.]
- епископ Уильям Джозеф Хафи[англ.] (06.04.1925 — 02.10.1937) — назначен епископом-коадъютором, позднее епископом Скрантона
- епископ Юджин Джозеф Макгиннесс[англ.] (13.10.1937 — 11.11.1944) — назначен архиепископом Оклахома-Сити-Талсы
- епископ Винсент Станислаус Уотерс[англ.] (15.03.1945 — 03.12.1974)
- епископ Фрэнсис Джозеф Госсман[англ.] (08.04.1975 — 08.06.2006)
- епископ Майкл Фрэнсис Бербидж[англ.] (08.06.2006 — 04.10.2016) — назначен епископом Арлингтона
- епископ Луис Рафаэль Зарама[англ.] (с 05.07.2017)

## Источник
- Annuario Pontificio, Libreria Editrice Vaticana, Città del Vaticano, 2003, ISBN 88-209-7422-3